# Magne Domantrener Skåden

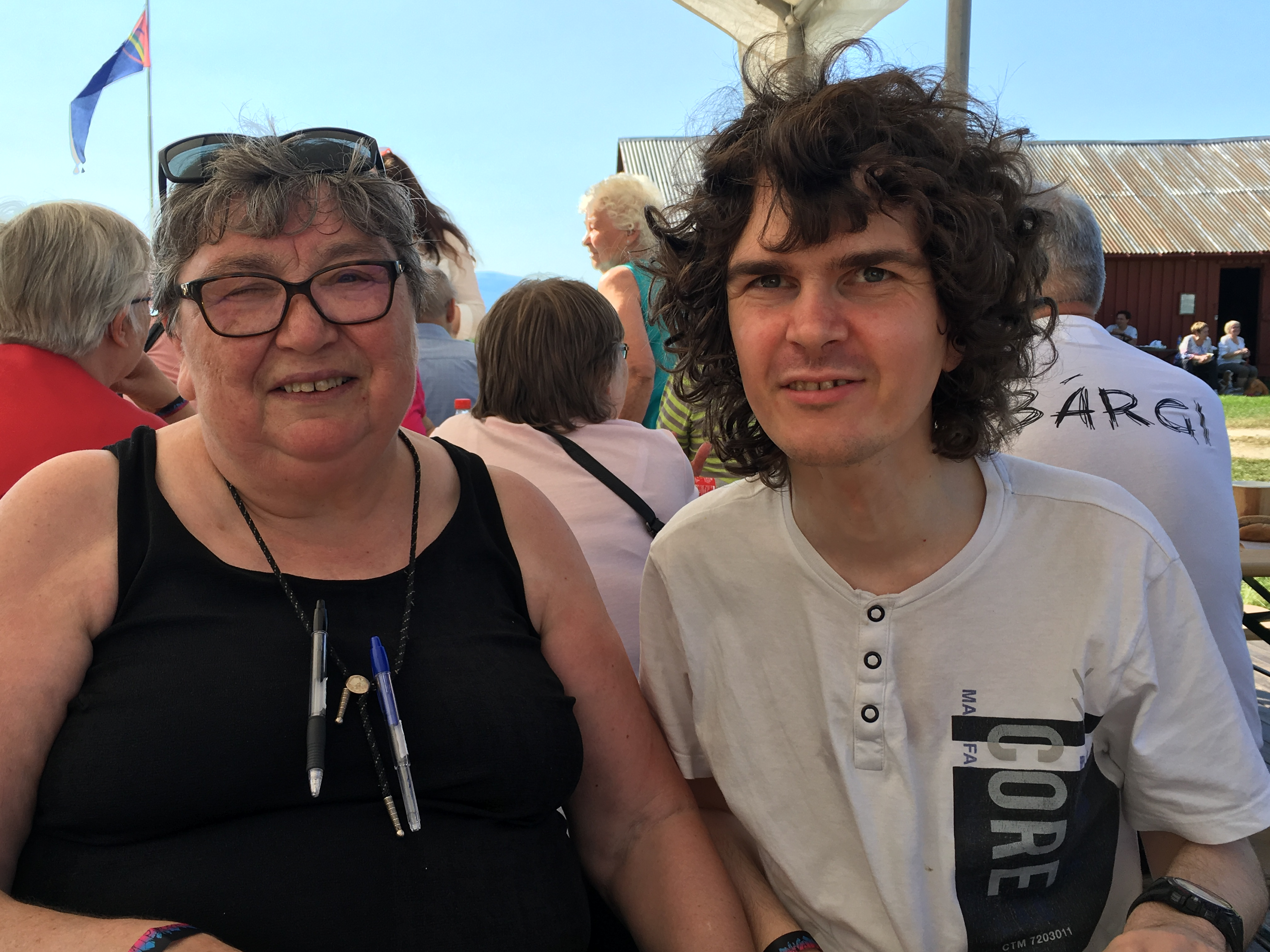
Magne Skåden mit seiner Mutter (2018)

Magne Domantrener Skåden oder Magne Skåden (* 1977 in Skånland) ist ein norwegisch-samischer Schriftsteller norwegischer Sprache.

## Leben
Magne Skåden ist in Planterhaug in Skånland geboren und aufgewachsen. Seine Mutter war die samische Politikerin und Autorin Asbjørg Skåden (1946–2020). Er ist der jüngere Bruder von Sigbjørn Skåden.
Skåden wurde mit einer Gehirnkrankheit geboren. Er konnte sich weder verbal noch nonverbal ausdrücken, und ihm wurde eine Tiefgreifende Entwicklungsstörung diagnostiziert. Trotzdem lernte er im Alter von 27 Jahren mit Hilfe der s.g. Doman-Methode (nach Glenn Doman, dem Begründer des Institutes for the Achievement of Human Potential) zu kommunizieren, indem er mit feinmotorischer Hilfe einer unterstützenden Person handschriftlich zu schreiben begann. Kurze Zeit später, im Jahr 2006, debütierte Skåden als Schriftsteller mit seinem ersten Buch Jeg er fri. Ett år med domantrening. (norwegisch, dt. Ich bin frei. Ein Jahr mit Doman-Training). Der als Tagebuch verfasste Text beschreibt das Gefühl der Freiheit, nachdem die Gedanken des Autors viele Jahre lang in seinem eigenen Körper gefangen waren.

## Werk
Nach seinem Debüt veröffentlichte Skåden mehrere dokumentarische Bücher. 2008 erschien seine Novellensammlung Jeg er ikke en fjellklatrer (dt. Ich bin kein Bergsteiger), die später auch ins Nordsamische übersetzt wurde. Das innere Seelenleben und die subtilen Beobachtungen des Ich-Erzählers gehören zu den originellsten Merkmalen dieses Werkes.
Zwei weitere Novellensammlungen folgten 2011. 2012 veröffentlichte Skåden das Kinderbuch TomArent har hjerneskade (norwegisch, dt. Tom Arent hat eine Gehirnkrankheit) heraus, dessen Hauptperson eigene Gedanken und Gefühle besitzt aber keine Sprache um diese zu kommunizieren. Auch dieses Buch wurde ins Nordsamische übersetzt.
Texte von Skåden sind in Anthologien sowie in den Zeitschriften Nordnorsk Magasin, Š und anderen erschienen.

### Doman-Methode
Skådens norwegischer Künstlername Domantrener bezieht sich auf die Doman-Methode, norwegisch domantrening. Das Thema ist zentral für seine Autorenschaft. In einer Rede zur öffentlichen Premiere seines ersten Buches sagte Skåden „Es gibt keinen Zusammenhang zwischen Gehirnkrankheit und Intelligenz“ (norwegisch Det er ingen sammenheng mellom hjerneskade og intelligens). 2010 erschien ein buchlanger Text zu diesem Thema. Seit seiner ersten Rede zur Doman-Methode an der Hochschule Harstad 2006 hält er regelmäßig öffentliche Vorträge zum Thema an verschiedenen Orten in Norwegen.

## Veröffentlichungen (Auswahl)
- 2006 Jeg er fri. Ett år med domantrening.
- 2007 På egne ben! To år med domantrening.
- 2008 Jeg er ikke en fjellklatrer.
- 2010 Hør verden: lukkede hus er ikke tomme hus! Det er ingen sammenheng mellom hjerneskade og intelligens.
- 2011 Gi meg fem ord/Give me five words/Atte munnje vihtta sáni.
- 2011 … før Fanden får sko på beina – og andre fandenivoldske historier.
- 2012 TomArent har hjerneskade.

### In Anthologie (auf Französisch)
- Aperçu de littérature sami. Sámi girjecálliid searvvi, [Vadsø] 2011, ISBN 978-82-91015-04-0 (französisch).